# Лигата на животните
„Лигата на животните“ (на английски: Pets United) е компютърно анимиран комедиен филм от 2019 г., написан и режисиран от Райнхард Клоос, озвучаващия състав се състои от Натали Дормър, Еди Марсан и Джеф Бърел. Служи като самостоятелно продължение на „Епоха на животните“ (2010).
Премиерата на филма е в Китай на 8 ноември 2019 г. В САЩ, Нетфликс пуска филма на своята платформа на 11 септември 2020 г.

## В България
В България филмът излиза по киносалоните на 25 август 2020 г. от „Лента“.
През 2021 г. се излъчва по каналите на Нова Броудкастинг Груп.
Дублажът е нахсинхронен. В него участват Константин Лунгов, Иван Велчев, Кирил Бояджиев и др.